# 24-表芸薹素内酯
24-表芸薹素内酯（缩写：EBR），是一种有机化合物，分子式为C28H48O6，属于油菜素類固醇类植物激素，与芸薹素内酯为差相异构体，1979年首次发现于油菜花花粉中。可由油菜甾醇、豆甾醇、麦角甾醇等天然甾醇为原料制备。